# Splendori e miserie delle cortigiane
Splendori e miserie delle cortigiane è un romanzo di Honoré de Balzac pubblicato in quattro parti per la prima volta tra il 1838 e il 1847. I quattro volumi, pubblicati in tempi diversi, sono, in lingua originale, Comment aiment les filles, A combien l'amour revient aux vieillards, Où mènent les mauvais chemins, La dernière incarnation de Vautrin, che furono raggruppati con il nome di Splendeurs et misères des courtisanes dopo la morte di Balzac. 
L'opera continua la storia di Lucien de Rubempré, che era stato uno dei personaggi principali del precedente volume delle Illusioni perdute.

## Trama
Il giovane Lucien, in compagnia del misterioso "padre Herrera", giungono a Parigi (siamo nel 1824) dopo aver stipulato un patto; il fantomatico prete aiuterà il bel ragazzo a raggiungere il pieno successo e la fama nella capitale, se accetterà di seguire alla lettera le istruzioni di Herrera su come arrivarci. Subito dopo il loro arrivo un'ex cortigiana (prostituta da salotti) di nome Esther van Gobseck scombina un po' i piani dei due in quanto Lucien, conosciutala durante un ballo in maschera all'Operà, s'innamora di lei e lei lo ricambia affettuosamente.
Invece di costringere Lucien ad abbandonarla, Herrera permette questa relazione segreta, trovando subito un modo per metterla a frutto e farne buon uso. La donna è da oramai più di quattro anni che rimane chiusa in casa di giorno, uscendo per fare brevi passeggiate solo di notte; in una di queste il barone Nucingen la vide rimanendone fortemente colpito ed affascinato. Quando Herrera, che in realtà si chiama Vautrin, si rende conto che l'ossessione di Nucingen è rivolta verso Esther, decide di utilizzare il fatto a favore del protetto Lucien.
Il piano consiste nell'estorcere a Nucingen, tramite Esther, quanto più denaro possibile: Lucien ha contratto già da quando sono a Parigi debiti per più di 60.000 franchi, a causa dello stile di vita che ha dovuto mantenere. Ha inoltre bisogno anche di un milione di franchi per riscattar la vecchia terra appartenuta un tempo ai Rubempré, di modo che Lucien possa condurre a nozze Clotilde, la ricca ma brutta figlia dell'attuale proprietario Grandlieu, un personaggio molto influente; il che renderebbe Lucien un marchese che potrebbe benissimo anche essere nominato diplomatico. Siamo nel 1829.
Le cose però non sembrano funzionare bene come Vautrin avrebbe voluto, perché Esther si suicida dopo essersi concessa per la prima ed unica volta a Nucingen, dopo averlo fatto attendere per mesi e mesi. Dal momento che la polizia ha già qualche sospetto nei confronti di Vautrin e Lucien, li arrestano con la duplice accusa di truffa ed istigazione al suicidio: una tale svolta degli eventi è particolarmente tragica perché si scopre che solo poche ore prima Esther aveva effettivamente ereditato una somma considerevole di denaro da un lontano familiare. Se solo lo avesse saputo Lucien avrebbe potuto sposarla tranquillamente.
In prigione Lucien cade nella disperazione; anche se Vautrin riesce effettivamente ad ingannare i suoi accusatori facendo credere di poter esser effettivamente Carlos Herrera, ossia un prete in missione segreta per il re di Spagna, il ragazzo soccombe invece alle insidie degli interrogatori. Fatta una piena confessione, tra cui la rivelazione dell'autentica identità di Vautrin, Lucien successivamente si rammarica di tutto quel che ha fatto e si impicca all'interno della sua cella.
Come era già successo per quello di Esther, anche il suicidio del giovane giunge al momento sbagliato; difatti in uno sforzo per non compromettere le signore dell'alta società che erano state coinvolte con lui, i giudici avevano già pensato ed organizzato di rimettere in libertà Lucien. Dopo la sua morte tutto si fa invece più complicato; si finisce con lo scoprire che Vautrin possiede lettere molto compromettenti inviate da queste donne al suo protetto, e non esita ad utilizzarle per negoziare il proprio rilascio.
Egli riesce ad aiutare e salvare anche molti dei suoi complici, facendogli evitare una sicura condanna a morte o condizioni di vita d'estrema miseria. Al termine del romanzo vediamo Vautrin diventare un membro effettivo delle forze di polizia prima di ritirarsi in pensione nel 1845; i membri della nobiltà, che erano stati così timorosi nei riguardi della propria reputazione, tirano un sospiro di sollievo.

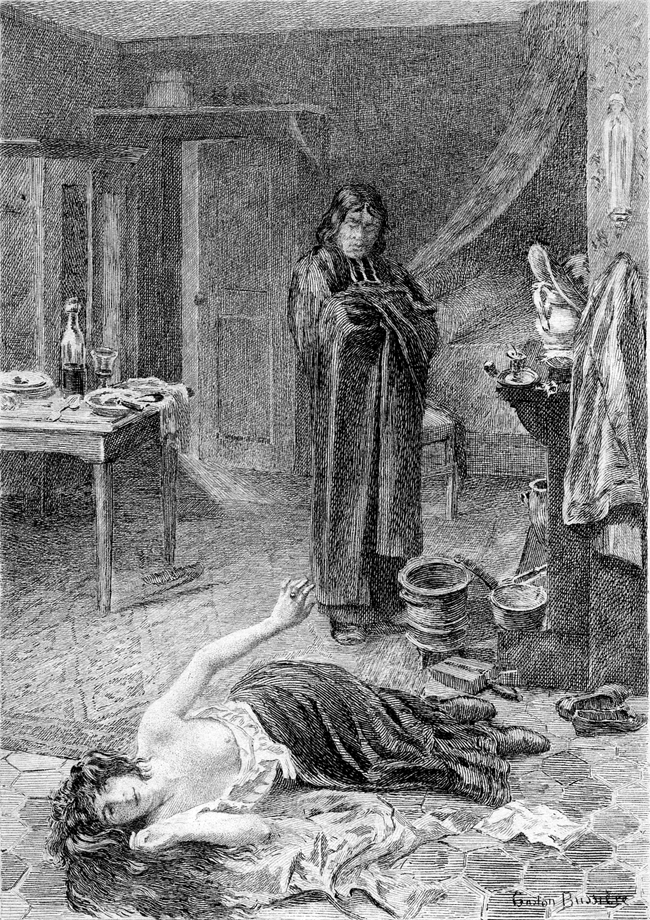
Padre Herrera/Vautrin di fronte al cadavere di Esther.

## Personaggi
- Vautrin

detenuto evaso sotto la falsa identità di Carlos Herrera (alias Jacques Collin soprannominato "Trompe-la-mort"). Ha un debole per gli uomini giovani e carini, cerca d'aiutare Lucien ad entrare nell'alta società utilizzando ogni maniera possibile.
- Lucien de Rubempré

giovane ambizioso protetto da Vautrin, cerca di sposare Clotilde ma finisce suicida in prigione.
- Esther van Gobseck

ex cortigiana ed amante di Lucien, gli viene imposto da questi il compito di sedurre Nucingen. Si suicida dopo aver passato una notte a pagamento con l'uomo.
- Barone di Nucingen

ossessionato da Esther è disposto a tutto pur di conquistarla, è il principale obiettivo delle macchinazioni economiche di Vautrin.
- Clotilde de Grandlieu

obiettivo degli affetti interessati di Lucien, essendo la chiave per il progresso del giovane uomo in società. Egli però non può sposarla se non riesce a riacquistare l'antica terra appartenuta alla propria famiglia, del valore di un milione di franchi. Il padre della ragazza impedisce però il matrimonio con Lucien dopo aver scoperto che il denaro in realtà proviene da Esther e non da un'eredità del padre come Lucien gli aveva fatto inizialmente credere.
- Jacqueline Collin

zia di Vautrin. Accusata di sorvegliare Esther ed aiutare il nipote nei suoi vari affari.
- Contessa de Sérizy e duchessa di Maufrigneuse

ex amanti di Lucien delle quali Vautrin possiede lettere molto compromettenti.
- Camusot de Marville

rispettivamente conte di Granville e magistrato. Cerca di trovare una soluzione per il caso Vautrin-Lucien senza dover compromettere le donne della bella società coinvolte.
- Peyrade, Contenson, Corentin, Bibi-Lupin

spie di vario genere connesse con la polizia. In relazione con Vautrin per vari motivi personali.

## Edizioni italiane
- Splendori e miserie delle cortigiane, traduzione di Marise Ferro, Introduzione di Vittorio Lugli, Torino, Einaudi, 1964-1991. - ora Mondadori.
- Splendori e miserie delle cortigiane, traduzione di Anna Premoli e Francesco Niederberger, Collana I grandi libri, Milano, Garzanti, 1968.
- Splendori e miserie delle cortigiane, traduzione di Maria Grazia Porcelli, Introduzione di Francesco Fiorentino, Milano, BUR, 1997. ISBN 9788817171304